# سارقة الغبار النجمي
سارقة الغبار النجمي هي رواية فانتازيا صدرت عام 2022، من تأليف تشيلسي عبد الله. تُعد هذه الرواية الأولى للمؤلفة، وهي الجزء الأول من ثلاثية بحر الرمال. تستوحي الرواية أحداثها من كتاب "ألف ليلة وليلة"، وقد نالت تقييمات إيجابية من النقاد.

## الحبكة
في عالم ثلاثية بحر الرمال، يُطارَد الجن من قبل البشر بسبب دمائهم التي تحمل قوى سحرية. كان الجن يعيشون جنبًا إلى جنب مع البشر قبل أن يختفوا في بحر الرمال السحري. ويُقال إن هناك سبعة ملوك من الجن، يُعرفون بـ"العفاريت"، يمتلكون قوى استثنائية.
لُعَي النَّزاري، المعروفة بلقب "تاجرة منتصف الليل"، تعمل مع حارسها الشخصي قادر، وهو جني ناري، في بيع الآثار المحرمة في السوق السوداء. تنقذ لُعَي حياة الأمير مازن بن مالك بعد أن تعرض لهجوم من جني ظل، كان يعتقد أن وراءه أخوه عمر، قائد عصابة الأربعين لصًا وصياد الجن المخضرم.
تُعتقل لُعَي وتُؤخذ إلى قصر السلطان، حيث يأمرها السلطان مالك بالبحث عن قطعة أثرية في مدينة الجن المفقودة "ذهَب"، ويرافقها عمر في هذه المهمة. يطمح السلطان للحصول على مصباح سحري يحتوي على عفريت مسجون لا يمكن التحكم به إلا من قِبل فرد من سلالة السلطان، لكن العفريت ملزم بطاعة من يملك المصباح. يستخدم عمر سوارًا مسحورًا ليغير مظهره إلى مظهر مازن، ويرسله بدلًا منه في رحلة لُعَي. يرافق مازن متنكرًا لصّة تُدعى عائشة، إحدى أفراد عصابة عمر، التي تحمل ضغينة ضد الجن بعدما دُمّرت قريتها على أيديهم.
تغادر لُعَي مع قادر، عائشة، ومازن المدينة، حيث تستدرجهم عفريتة تُدعى "ملكة الكثبان" إلى أنقاض قديمة. ينجحون في الفرار حاملة قطعة أثرية تخص الملكة، وهي طوق مصنوع من العظام. في مدينة "دَيْم" يلتقون بأحمد، والي المدينة وخطيب لُعَي، التي ترفضه باستمرار بسبب كونه أيضًا صائد جن. يتلبّس أحمد بالطوق، لكنهم يتمكنون من إنقاذه.
تكتشف لُعَي أن كل هذه الآثار تحمل أرواح جن، وتخوض جدالًا مع قادر حول أخلاقية بيعها وكأنها مجرد أدوات. يدرك مازن أن ظله أصبح قطعة أثرية لجني الظل الميت.
شمال "دَيْم"، تطاردهم الغيلان وصياد جن يُدعى عماد. تتعرف لُعَي على عماد كقاتل والديها، وكان عماد يصطاد عفريتًا بأمر من عمر حين ذبح قبيلة لُعَي. يُعتقد أن قادر قد قُتل، بينما يُؤسر الباقون. تُكشف هوية مازن، وتقتل لُعَي عماد بخنجر قادر. تُذبح عائشة، لكن تُسمح لملكة الكثبان أن تتلبسها لتنقذ حياتها. يعود قادر، كاشفًا أنه العفريت الذي كان عماد يصطاد.
في العاصمة "مَدِينّة"، يقتل عمر السلطان متنكّرًا في هيئة مازن، ويقضي على أحمد في الانقلاب. تخون عائشة رفاقها وتنضم إلى عمر في بحثه عن المصباح.
تنطلق لُعَي وقادر ومازن في رحلة إلى بحر الرمال، حيث يعثرون على قصر تحت الأرض ويواجهون عمر وعائشة. تكتشف عائشة أن والدة عمر كانت من العفاريت، وكان قرط عمر السحري أثرًا منها يمنحه قدرة إلقاء الأوهام. تخون عائشة وملكة الكثبان عمر. يجد مازن المصباح ويحرر "رياح"، العفريت المسجون. تصل عصابة الأربعين لصًا، وتندلع معركة. تنتزع لُعَي قرط عمر، مما يفقده جزءًا كبيرًا من قوته. تهرب لُعَي ومازن إلى عالم الجن برفقة رياح، متعهدين بالعثور على وسيلة لمساعدة قادر وعائشة في المستقبل.

## الموضوعات الرئيسة
وفقًا لصفية ح. سنهاجي من مجلة "سترينج هورايزنز"، فإن فكرة السرد القصصي تُعد موضوعًا رئيسًا في الرواية. تتخلل الأحداث الرئيسية فواصل قصصية، أو "قصص ضمن القصة". قامت تشيلسي بتغيير العديد من عناصر المادة الأصلية، مما أدى إلى استكشاف فكرة "كيف يفسر الناس القصص، بشكل صائب أو خاطئ، وكيف يمكن للحقائق أن تُشوَّه".

## الأسلوب
أثنت الكاتبة أمل المحتار على إدراج تشيلسي لإيقاعات ومفردات اللغة العربية المعاصرة في الحوارات والسرد. رأت أمل أن استخدام اللغة كان أصيلًا، "وربما لن يلاحظه من لا يتحدث العربية، لكنه سيكون مفاجأة سارة لمن يتقنها".
تتنقل الرواية بين وجهات نظر مازن، لُعي، وعائشة، مع العديد من القصص الجانبية.

## الخلفية
في مقابلة مع مجلة "بابليشرز ويكلي"، أوضحت تشيلسي أنها كانت تشعر بالحنين إلى الوطن بعد انتقالها من الكويت إلى بولدر في ولاية كولورادو. وقد استوحت الرواية لتكون "رسالة حب" إلى التقاليد الشفوية والقصص التي نشأت عليها في طفولتها.

## النقد
في مراجعة مميزة، وصفت مجلة "كيركوس" رواية سارقة الغبار النجمي بأنها "مغامرة رائعة في عالم متقن الصياغة"، مشيدة بإشاراتها إلى ألف ليلة وليلة مع حفاظها على طابعها الخاص والأصيل.
كما منحتها مكتبة لايبراري جورنال مراجعة إيجابية، مشيدة بـ"الزوايا الجديدة" التي تناولت بها موضوعات مألوفة مثل الأسر المختارة وإعادة سرد القصص الكلاسيكية.
وفي مراجعة أخرى، أشادت مجلة بابليشرز ويكلي بالرواية ووصفتها بأنها "حكاية متشابكة تستمد من أساطير ألف ليلة وليلة لتخلق شيئًا جديدًا كليًا".
أما في مجلة غريم دارك، فقد وصفت الكاتبة فابيين شويتسر المؤلفة عبد الله بأنها "كاتبة واعدة"، وقارنت عملها بشكل إيجابي مع روايات تاشا سوري وس. أ. شاكرابورتي.
في حين أشادت الكاتبة أمل المحتار في صحيفة نيويورك تايمز باستخدام الرواية للمصادر الأصلية، وللمفردات العربية المعاصرة، ووصفت الرواية بأنها "فوضى رائعة" رغم وجود بعض المشاكل في توازن الإيقاع السردي.